# Barre (Nowy Jork)
Barre – miasto w Stanach Zjednoczonych, w stanie Nowy Jork, w hrabstwie Orleans.